# Jan Rejdnell
Jan Olof Rejdnell, född 1956, är en svensk politiker och liberal debattör (Liberaldemokrat). Han var fram till 2010 folkpartist. Han var ordförande i Liberala studentförbundet mellan 1981 och 1982. Jan Rejdnell var ordförande i Studentkåren i Växjö 1979-80 för Kårpartiet Liberalerna. Han grundade Liberala Företagare 2009 och var då dess vice ordförande. Han var medlem i Liberatis kärntrupp och inre krets. 
Rejdnell grundade partiet Liberaldemokraterna tillsammans med bland andra Alexander Bard och Jan Söderqvist 2010.